# Liana Alexandra
Liana Alexandra (født 27. maj 1947 - død 10. januar 2011 i Bukarest, Rumænien) var en rumænsk komponist, pianist og lærer. Alexandra studerede komposition og klaver på National University of Music i Bukarest (1965-1971).
Liana Alexandra har skrevet ni symfonier, orkesterværker, operaer, sange, kammermusik og klaverstykker. Hun underviste også i komposition og musikanalyse på National University of Music i Bukarest (1971-2011)
Hun var gift med komponisten Serban Nichifor. 

## Udvalgte værker
- Symfoni nr. 1 (1971) - for orkester
- Symfoni nr. 2 "Hymner" (1978) - for orkester
- Symfoni nr. 3 "Diakronier" (1981) - for orkester
- Symfoni nr. 4 (1984) - for orkester
- Symfoni nr. 5 (1985-1986) - for orkester
- Symfoni nr. 6 (1988-1989) - for orkester
- Symfoni nr. 7 (1996) - for orkester
- Symfoni nr. 8 (1995-1996) - for orkester
- Symfoni nr. 9 "Jerusalem" (1977) - for orkester
- Symfonisk sats "Valencia" (1973) - for orkester
- "Jerusalem" (1990) - symfonisk digtning for orkester
- Klaverkoncert (1993) - for 2 pianister og orkester
- Koncert (1991) - for strygerorkester
- 3 Kantater (1971-1977) - for sangere kor og orkester
- "Poem For Romania" (1994) - for sopran og klaver